# Karolina Sobczak
Karolina Sobczak (ur. 5 marca 1984 w Kutnie) – polska aktorka niezawodowa.

## Życiorys
Wychowywała się w domu dziecka. W wieku 16 lat zaszła w ciążę, urodziła syna Norwida. 
Wystąpiła w filmie Roberta Glińskiego Cześć Tereska (2001), a za rolę Renaty w tej produkcji została nagrodzona na Festiwalu filmowym w Chicago. Kilka miesięcy po premierze filmu na jakiś czas zamieszkała (z synem) w domu samotnej matki.
Została bohaterką trzech filmów dokumentalnych Karoliny Bendery: Co dalej z tobą, Karolinko (2002), Co dalej z tobą, Karolinko. Norwid i Nicole (2014) i Życie Karolinki. Rozdział I i II (2015).
Epizodycznie pojawiła się w serialu Zaginiona (2003) oraz filmie i serialu Patryka Vegi PitBull (oba w 2005).

## Filmografia
- 2001: Cześć Tereska jako Renata
- 2002: Co dalej z tobą Karolinko jako ona sama
- 2003: Zaginiona jako złodziejka podająca się za Ulę Tokarską
- 2005: PitBull
- 2005: Pitbull jako narkomanka (odc. 2)
- 2014: Co dalej z tobą, Karolinko. Norwid i Nicole jako ona sama
- 2015: Życie Karolinki. Rozdział I i II jako ona sama

## Nagrody filmowe
- 2002: Wyróżnienie dla młodej aktorki na Festiwalu Filmowym w Chicago